# Cornelia Schweiner

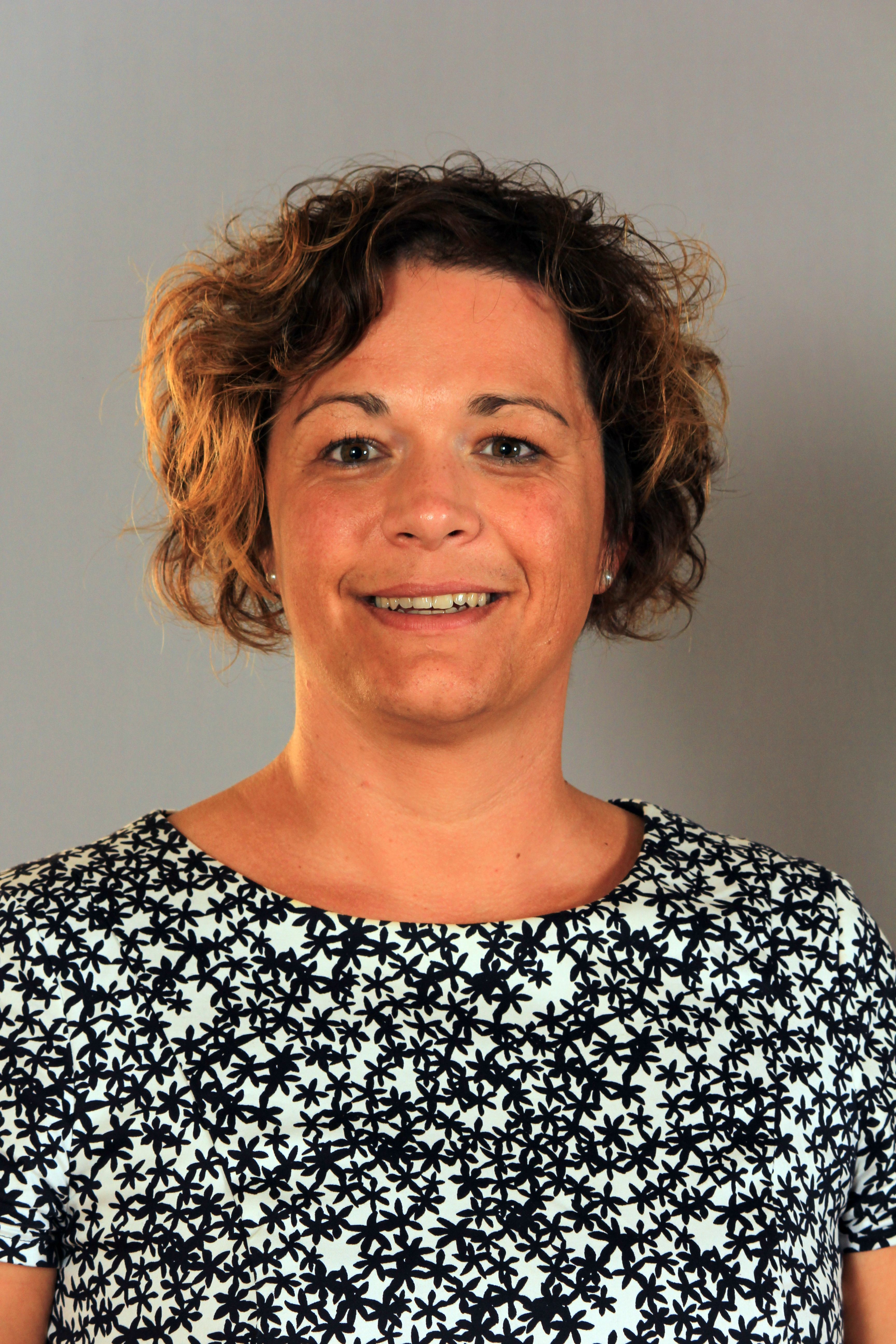
Cornelia Schweiner, 2016

Cornelia Schweiner (* 8. April 1980 in Güssing) ist eine österreichische Politikerin der SPÖ. Die ausgebildete Kindergartenpädagogin war vom 16. Juni 2015 bis zum 18. Dezember 2024 Abgeordnete zum Steiermärkischen Landtag.

## Schul- und Ausbildung
Nach dem Besuch der Volksschule (1986–1990) und der Hauptschule (1990–1994) in Fehring besuchte Schweiner das Bundesoberstufenrealgymnasium in Feldbach (1994–1995).
Ab 1995 besuchte Schweiner die Bundesbildungsanstalt für Kindergartenpädagogik (BAKIP) in Mureck, die sie 2000 mit der Reife- und Diplomprüfung mit ausgezeichnetem Erfolg abschloss. Dabei machte sie Zusatzausbildungen für Kinderkrippe, Hort- und Sozialpädagogik. Während dieser Zeit war sie Schulsprecherin der BAKIP (1997–2000) und Mitglied in der Bundesjugendvertretung Wien (1999).

## Berufsweg
Den Berufseinstieg machte Schweiner 2000 als Kindergartenpädagogin im Kindergarten der Österreichischen HochschülerInnenschaft in Graz. 2002 wechselte sie ins Bischöfliche Ordinariat in Graz, wo sie Bildungsreferentin der Katholischen Jungschar Steiermark wurde. 2005 erfolgte der Wechsel zur Bezirkshauptmannschaft Feldbach/Fehring, wo sie bis 2007 im Rahmen von Jugendwohlfahrtsmaßnahmen als Sozial- und Lernbetreuerin von Migrantenfamilien sowie Erziehungshilfe tätig war. Dabei war sie 2006/2007 im Regionalmanagement Steirisches Vulkanland (Feldbach) ehrenamtliche Initiatorin und Projektleiterin des Projekts „8ung für alle“, das sich für mehr Respekt und Toleranz im Zusammenleben im Bezirk Feldbach einsetzte. Von 2007 bis 2008 war sie im Welthaus Graz Bildungsreferentin für interkulturelles und globales Lernen.
Mit dem Wechsel in das Politische Büro von Landesrätin Bettina Vollath, wo sie für den Bereich elementare Bildung, Kinderbetreuung, familienpolitische Agenden sowie Integration und Bildung zuständig war, legte Schweiner 2008 den Grundstein für ihre politische Karriere. 2009 wechselte sie als Politische Referentin in das Politische Büro von Landesrätin Elisabeth Grossmann, wo sie für den Bereich elementare Bildung, Kinderbetreuung, Kinderrechte und familienpolitische Agenden zuständig war. 2010 wechselte sie abermals in das Politische Büro der Landesrätin Bettina Vollath, wo sie bis zum Ende der Legislaturperiode den Bereich Integration, Frauen und Gleichstellung leitete.
Darüber hinaus ist Schweiner seit 2006 freiberufliche Trainerin, unter anderem für den Landtagsklub der SPÖ Steiermark, das Renner-Institut Steiermark, den ÖGB Steiermark, die Kammer für Arbeiter und Angestellte Steiermark, die Pädagogische Hochschule Steiermark, die Katholische Pädagogische Hochschule Graz, das Amt der Steiermärkischen Landesregierung (Kinderbildungs- und -betreuungsreferat), die Katholische Jungschar Österreich und das Bildungshaus Retzhof.
Neben ihrem Beruf war Schweiner zwischen 2000 und 2003 stellvertretende Vorsitzende der Berufsgruppe steirische Kindergarten- und Hortpädagogen sowie von 2001 bis 2003 Vorstandsmitglied im Kinderbüro Graz. 2004 wurde ihr der Aufbau und die Leitung einer Eltern-Kind-Spielgruppe in der Stadtgemeinde Fehring übertragen. 2006 war sie Projektleiterin der Katholischen Jugend Steiermark für das Projekt „Am Ende der Straße“.

## Politische Karriere
Schweiner trat 2008 der SPÖ als Mitglied bei. Seit 2009 ist sie Mitglied der Sozialistischen Jugend (SJ) Steiermark und des Bundes sozialistischer Akademiker (BSA) Steiermark. 2010 wurde sie kooptiertes Mitglied im Landesfrauenvorstand. 2010 wurde sie Landesgeschäftsführerin des BSA Steiermark.
2012 wurde Schweiner in den Landesparteivorstand der SPÖ Steiermark berufen. 2012 und 2014 war sie Delegierte am Bundesparteitag der SPÖ. 2013 leitete sie über Beschluss des Landesparteivorstands der SPÖ die Arbeitsgruppe Zielgruppensäule.
Am 9. April 2015 wurde Schweiner, die ihren Wohnort erst kürzlich wieder nach Fehring verlegt hatte, von der SPÖ Südoststeiermark nach einem Hearing von 23 Bewerbern als Kandidatin für die Landtagswahl 2015 nominiert und hinter Landesrat Michael Schickhofer, aber noch vor dem Landtagsabgeordneten Wolfgang Dolesch gereiht. Aufgrund dieser Reihung war ihr trotz der massiven Verluste der SPÖ bei der Wahl der Einzug in den Landtag sicher. Sie wurde am 16. Juni 2015 angelobt.
Schweiners Anliegen im Landtag sind die Stärkung des regionalen Arbeitsmarktes, die Etablierung eines regionalen Bildungsplanes, der Ausbau des Schienennetzes sowie die Forcierung des sozialen Zusammenhalts. Insbesondere will sie sich für den Ausbau der Radkersburger Bahn einsetzen.
Im Landtag ist Schweiner Mitglied in den Ausschüssen für Gesundheit (Gesundheit und Pflege, Wissenschaft und Forschung), Landwirtschaft (Land- und Forstwirtschaft) und Petitionen.
Ersatzmitglied ist Schweiner in folgenden Ausschüssen: Soziales und Verfassung.
Vom Landtagsklub der SPÖ wurde sie als Sprecherin für die Bereiche Asyl, Integration und Zuwanderung sowie Petitionen nominiert.

## Privates
Schweiner wohnt in Fehring und lebt in einer Lebensgemeinschaft. Sie hat einen Sohn (* 2004).